# Джавад Каземян
Джавад Каземян (перс. جواد كاظميان, нар. 23 квітня 1981, Кашан, Іран) — іранський футболіст, що грав на позиції нападника.
Виступав, зокрема, за клуби «Сайпа» та «Персеполіс», а також національну збірну Ірану.

## Біографія

### Початок кар'єри
Джавад Каземян досить пізно звернув на себе увагу клубів вищої ліги Ірану, але, опинившись у свої 18 років в резервній команді «Сайпи», використав шанс і того ж 1999 року домігся переведення в першу команду. Закріпившись вже в ній, у січні 2001 року отримав виклик у національну збірну, очолювану Мирославом Блажевичем, і дебютував у матчі проти збірної Китаю. Влітку Каземян з однолітками відправився до Аргентини, де взяв участь у молодіжному Чемпіонаті світу, що закінчився повним провалом для іранців, які посіли останнє місце в групі, не набравши жодного очка і не забивши жодного гола.
У «Сайпі» справи йшли краще і наступного сезону Каземян, правий півзахисник, що тяжів до центру атаки, записав на свій рахунок 7 забитих м'ячів. Додаючи на клубному рівні, Джавад ставав і гравцем основи обох збірних, як молодіжної, яка перетворилась до кінця 2001 року в олімпійську, так і дорослої. У складі олімпійської команди в жовтні 2002 року Каземяну вдалось виграти свій головний трофей на рівні збірних: футбольний турнір Азійських ігор. Більше того, Каземян двічі вразив ворота суперників, забивши збірним Лівану (2:0) на груповій стадії та Японії у фінальному поєдинку (2:1), ставши одним з головних героїв пусанського турніру. Після тріумфу в Південній Кореї Каземян, оминувши Іран, повернувся на протилежний край континенту, де вже виступав за команду з ОАЕ.

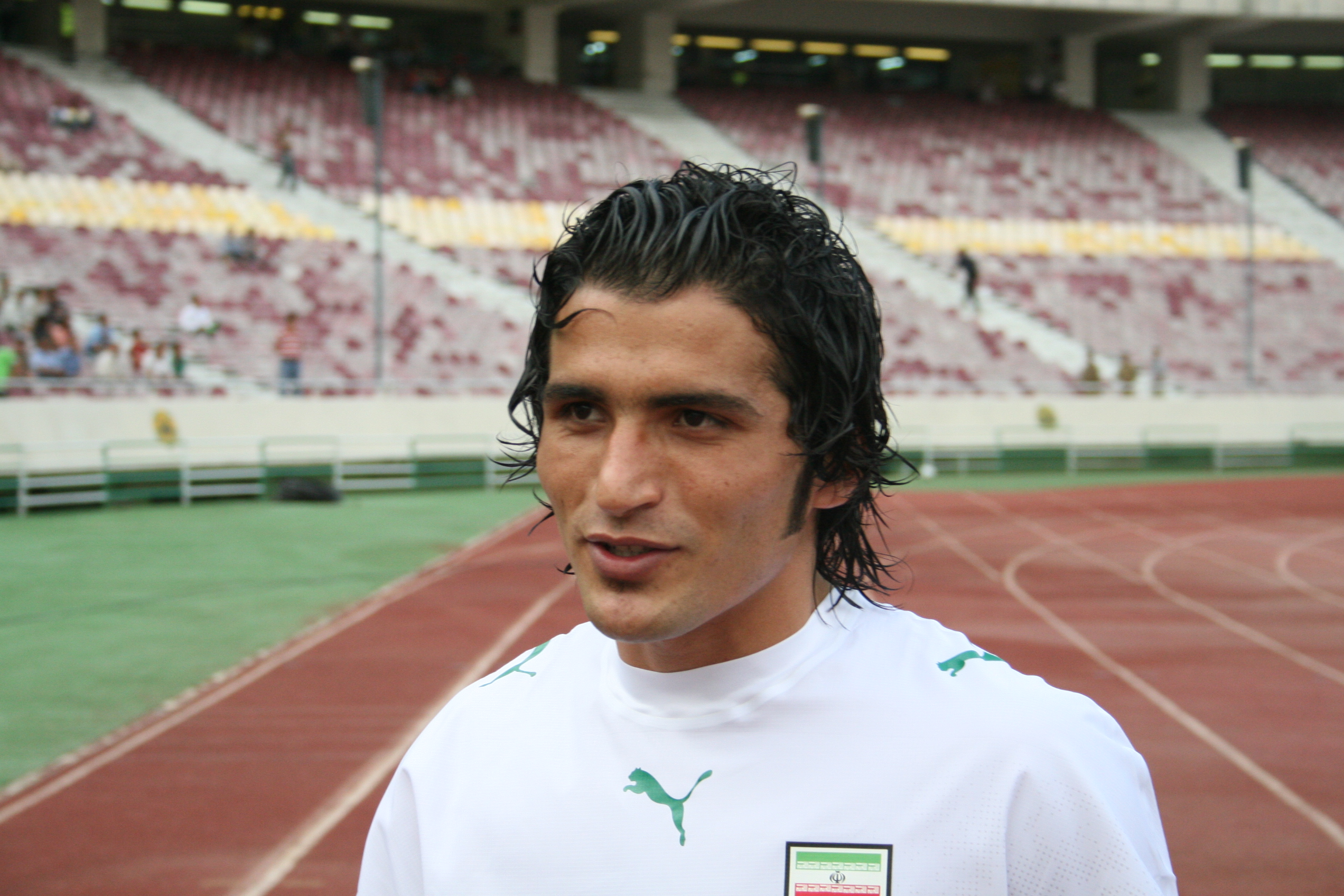
Джавад Каземян 2006 року

Чудово проявивши себе в «Сайпі», що славилась постачальником молодих талантів в місцеві топ-клуби, Каземян, замість того, щоб розвивати успіх на батьківщині і перейти в більш статусний клуб, знехтував відповідними пропозиціями і перебрався в чемпіонат ОАЕ, в клуб «Аль-Аглі» (Дубай), де отримав вигідний контракт,. Але, не надто затримавшись у дубайській команді, він повернувся в колишній клуб. Догравши за «Сайпу» сезон 2002/03, Каземян перейшов в стан одного з лідерів іранської футболу, «Персеполіса».

### «Персеполіс»
За період виступів у складі столичного клубу Джавад остаточно сформувався як майстерний футболіст, чудовий розігруючий, що відрізнявся першокласним для свого чемпіонату дриблінгом і високою швидкістю прийняття рішень. Єдиний недолік, який Каземян так і не зміг виправити, полягав у неточності удару; створюючи для самого себе відмінні моменти, він часто не був здатний їх реалізувати, хоча і компенсував це високою продуктивністю в плані гольових передач. Іншою відмітною особливістю його гри була схильність до частих спроб схитрувати і обдурити суперників та арбітрів, за що у останніх Джавад користувався поганою репутацією, що призводило до надуманих карток. Особистий розвиток футболіста Каземяна в «Персеполісі» збігся з регресом самого клубу, який тривалий час нічого не вигравав.
До невдач «червоних» додалася особиста трагедія в родині Каземяна: 2004 року помер його брат. Талановитий та перспективний Джавад, обережно порівнюваний з такими величинами іранського футболу, як Мехді Махдавікія і Алі Карімі, зі смертю близької людини втратив колишні пристрасність і цілеспрямованість. Подальшу кар'єру Каземян фактично присвятив покійному братові, виходячи з певного моменту на кожен матч з його зображенням на футболці під ігровою майкою, яку підіймав при святкуванні голу або довільно, без будь-якого формального приводу. У відповідь на інтерес до цього аспекту його футбольного життя Каземян заявляв, що ніколи, поки живе і грає, нікому, в тому числі і самому собі, не дозволить забути про свого брата.
Тим часом певні надії в «Персеполісі» зв'язувалися з нідерландським фахівцем Арі Ганом, що очолив клуб в лютому 2006 року, але його робота в Ірані обмежилася трьома місяцями, увінчаними поразкою у фіналі Кубка Ірану. Влітку 2006 року, після участі у Чемпіонаті світу, який звівся для Джавада до спостереження за безславною грою своїх співвітчизників з лавки запасних, він, так і не піднявши над головою жодного трофея в Ірані, знову покинув країну, майже на чотири роки осівши у знайомих йому Еміратах.

### В ОАЕ
Першим у низці еміратських клубів в цей період його кар'єри став скромний в тому числі і за місцевими мірками «Аль-Шааб», з яким він уклав річний контракт. Після його закінчення він підписав вже тривалий, трирічний договір з іменитим «Аль-Шабабом», але і його, після серії невдалих ігор, залишив через рік, пішовши в оренду, а потім і на повноцінний контракт, в «Аджман». Два роки перебування в клубі з однойменного міста виявилися втраченим часом навіть в контексті загалом марного зі спортивної точки зору емвратського періоду.

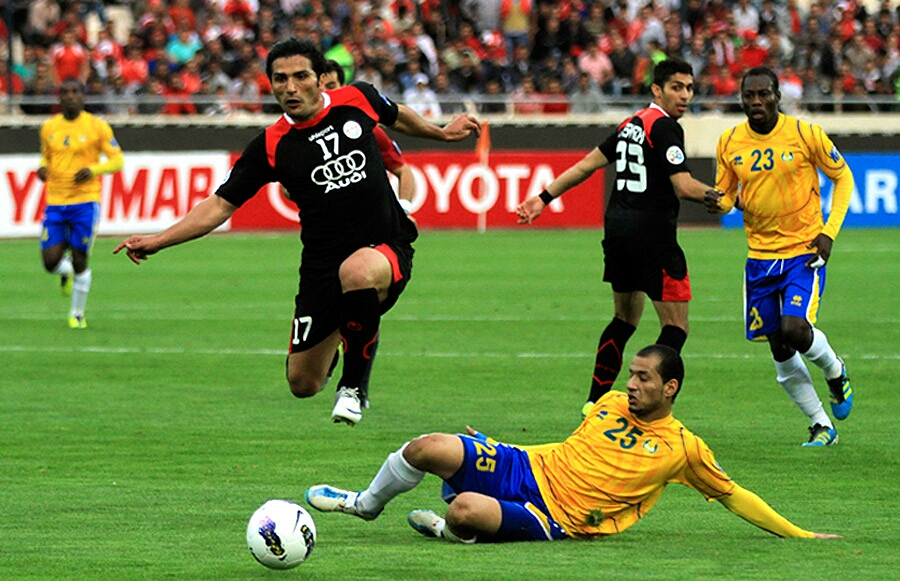
Джавад Каземян 2012 року

За час гри в близькосхідному регіоні Каземян все далі віддалявся від своєї національної збірної: взявши участь у матчі групової стадії Кубка Азії 2007 проти Узбекистану (2:1) і навіть забивши переможний гол, надалі він виходив у майці «Team Melli» нерегулярно, а з 2008 року і зовсім більше року не викликався. Той Кубок Азії так і залишився останнім у кар'єрі Джавада великим турніром на рівні збірних. Між тим, зігравши за «Аджман» в невеликій кількості матчів та забивши не дуже вражаюче число м'ячів, Каземян 2010 року став вільним агентом і, все ще уникаючи повернення в Іран, приєднався до чергового клубу з ОАЕ, «Емірейтс». Відігравши за клуб лічені місяці, в тому ж році Джавад все-таки повернувся на батьківщину.

### Повернення до Ірану
Зупинившись в межах рідного остана і приєднавшись до чинного чемпіона, «Сепахана», Джавад взяв участь у захисті клубом титулу в сезоні 2010/11 і за його підсумками вперше в своїй кар'єрі виграв головний іранський трофей. Але і на успішному ісфаханському етапі футбольні мандрівки Каземяна не закінчилися. 23 липня 2011 року він повернувся в «Персеполіс», називаючи його своїм улюбленим клубом, і відіграв за тегеранський колектив півтора року. Паралельно підходила до кінця кар'єра Каземяна у збірній; в одному з останніх за неї матчів, у товариській зустрічі з Палестиною, вперше за весь час він оформив дубль, відправивши у сітку воріт 4-й і 7-й м'ячі своєї команди. Також він встиг взяти участь у відбірковому турнірі Чемпіонату світу 2014 у зоні АФК, але після 2011 року більше в збірну не викликався.
Декількох тижнів не дотягнувши до призначення головним тренером Алі Даєї, 18 грудня 2012 року Джавад залишив «Персеполіс», який захопили внутрішні скандали за участю місцевих зірок і старожилів, але вже до кінця року знайшов собі новий клуб. На початку 2013 року Каземян підписав контракт з футбольним клубом «Трактор Сазі», а через півтора року підняв над своєю головою ще один іранський трофей — національний кубок.
Завершив професійну ігрову кар'єру у клубі «Саба Ком», за команду якого виступав протягом 2014—2015 років.

## Досягнення
Аль-Ахлі
- Володар Кубка Президента ОАЕ: 2001/02

 Персеполіс
- Фіналіст кубка Ірану: 2005/06

 Аль-Шабаб
- Чемпіон ОАЕ: 2007/08

 Емірейтс
- Володар Кубка Президента ОАЕ: 2009/10
- Володар Суперкубка ОАЕ: 2010

 Сепахан
- Чемпіон Ірану: 2010/11

 Трактор Сазі
- Володар Кубку Ірану: 2013/14

 Збірна Ірану
- Переможець Азійських ігор: 2002
- Володар Кубка Федерації футболу Західної Азії: 2004
- Бронзовий призер Кубка Федерації футболу Західної Азії: 2002